# Głowa Cukru (Rio de Janeiro)

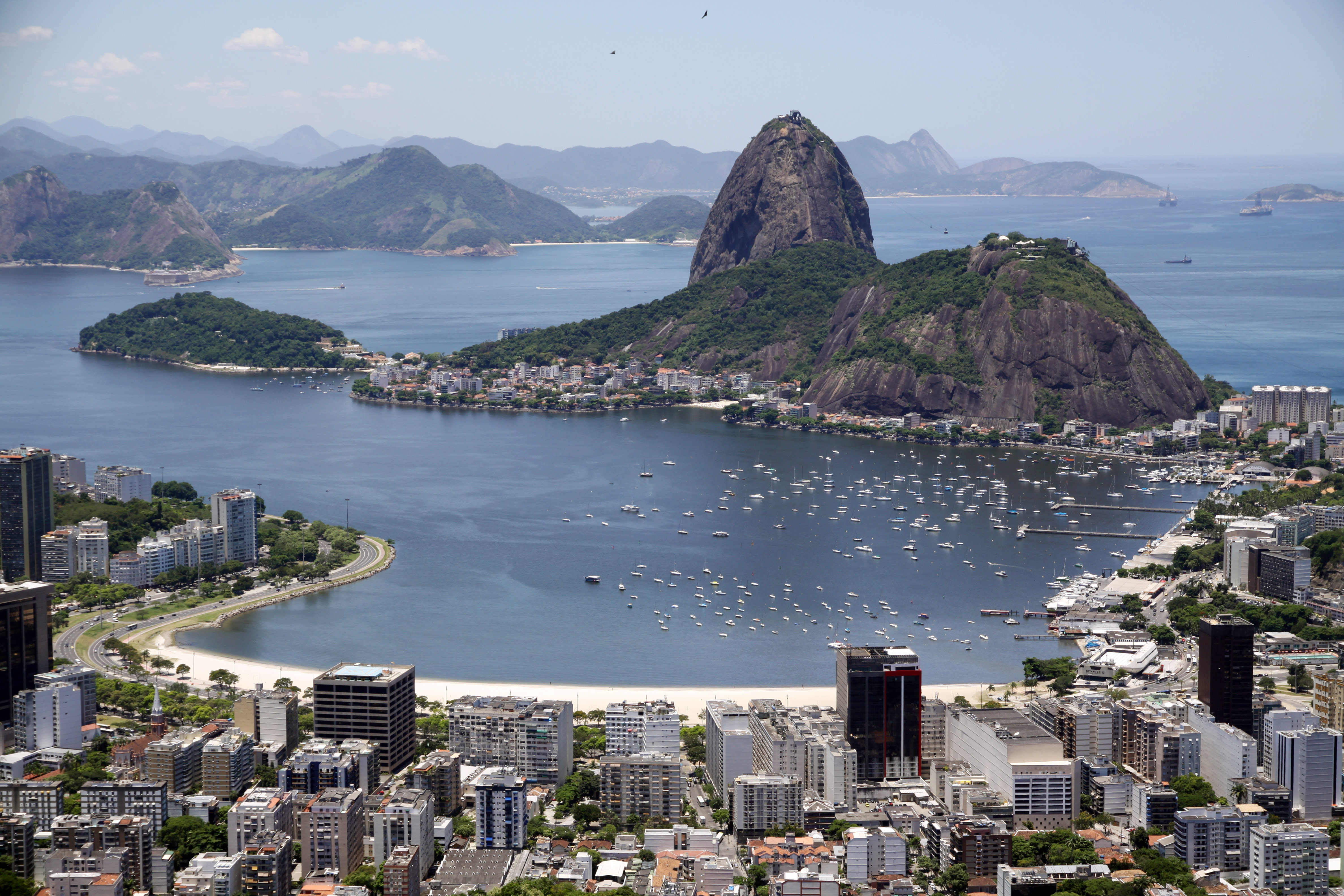
Zatoka Botafogo i Głowa Cukru i widziana z tarasu widokowego Dona Marte

Głowa Cukru (port. Pão de Açúcar) – góra usytuowana w Rio de Janeiro w Brazylii nad Zatoką Guanabara nad Oceanem Atlantyckim. Wznosi się na wysokość 396 m n.p.m. Nazwę nadali przybyli tu koloniści z Portugalii.
Góra jest jednym granitowo-kwarcowym monolitem wyrastającym prosto z Oceanu Atlantyckiego. Znajduje się na terenie utworzonego w 2006 roku Parku Narodowego Góry Cukrowej i Wzgórza Urca. Od 2012 roku park znajduje się na Liście Światowego Dziedzictwa UNESCO.
Na górę można wjechać kolejką linową, która może pomieścić 65 pasażerów. Kursuje co 20 minut. Została wybudowana w 1912 roku, a odbudowana i wyremontowana na przełomie lat 1972 i 1973.
Na górze znajduje się ponad 270 dróg wspinaczkowych.